# 空想科學大戰
《空想科學大戰》是由原作柳田理科雄和漫畫家筆吉純一郎創作的日本漫畫作品。單行本全5卷。台灣由尖端出版代理，譯者K.K.，並有描述書中重要角色貓柳田愛吉博士年輕時代的番外篇－Dr.貓柳田之科學的青春 。
此書的重點是對各式動畫、漫畫、特攝設定用真實科學去驗證其可行性，和柳田理科雄的作品空想科學讀本有相似的概念，但是空想科學大戰是以有劇情的科普漫畫的方式，來引導讀者看透空想科學不合理的地方。

## 劇情簡介
一群很自大的外星人：魔多（モドキング）、巴奇（パッチー）想要統治地球，但每一次攻擊要成功時，要嘛被貓柳田愛吉博士給打垮，要嘛就敗在科學之璧之下

## 重要角色

### 全作品共通的登場人物
貓柳田愛吉
作品中的每一卷都有出場的人物。不過在每一卷中的職業都不同，第一集中是殺魔的技術開發顧問，第二集中則是喫茶店的店長，第三集中到萬能科學研究所擔任主任研究員，第四集成了獨居的科學家，專門研究毬果。右眼帶著眼罩，留著銀色的長髮，從第2集開始就常常帶著貝雷帽。在番外篇中是主角。
魔多
自稱是宇宙帝王，長的像地球的狗的宇宙人。前來侵略地球，可是所有的計畫都受到「科學之壁」的阻擋而失敗。在番外篇中有出現他的兒童時期。
巴奇
魔多的忠實部下。外形像地球猩猩的宇宙人。在番外篇中也有出現。
絲巾
魔多雇用的女僕，是個可愛的少女。對科學的知識詳盡。對每一集的主角都一見鍾情，為了把他們變成自己的人，而主動幫助魔多侵略地球。

### 第1集登場人物
滷蛋超人
出身自為了維護宇宙和平的巨大宇宙人家族，偽裝成少年，使用化名非科學遊戲，因為外貌帥氣而被殺魔攻撃班的隊長錄用成正式隊員，在第一集中為了打倒魔多派來的巨大怪獸而消失在核子爆炸中，後來在第四集中再度出現。是為了惡搞特攝影集奧特曼（ウルトラマン）而創造的角色。
殺魔攻撃隊
以科學為號召的日本國家特別防衛部隊。正式名稱是Sience Atack Members Of Nipoon （殺魔是取用Science Attack  Members Of Nipoon 的首字）。

### 第2集登場人物
假名騎士
本名理不盡．徹的少年，在某些契機下被改造成擁有常人10倍力量的改造人，為了阻止魔多大帝的改造怪人，化身成正義的戰士假名騎士，可是卻因為改造的副作用，使得他的老化速度也變成常人的十倍，最後為了解除魔多散佈的病毒危機，消失了，在第4集中復出和其他正義之士合作對抗魔多。是為了惡搞特攝影集假面騎士（仮面ライダー）而創造的角色。
沙我羅 悲鳴
在貓柳田愛吉經營的喫茶店工作的少女，後來在第4集中擔任獨居的學者貓柳田的助手。

### 第3集登場人物
熱血萌
科學金剛的駕駛人，其父是貓柳田愛吉博士的老朋友，在第4集中也有登場，而且會使用怪力，能把牆壁撞破，擅長駕駛車子，甚至是只要名字裡有車字的都能駕駛。
科學金剛
熱血萌駕駛的超巨大機器人，原本是在熱血萌的父親熱血騷動博士的主持下研究中的計畫,但是卻因為熱血博士的病逝而胎死腹中，只留下了一副機械外殼，後來才由前來就任主任研究員的貓柳田博士來完成。是為了惡搞著名機器人動畫無敵鐵金剛（マジンガーZ）(發音相似)而創造的角色。

## 出版書籍
| 卷數 | 書名               | Media Factory(1～3卷) →Sony Magazines(4～5卷) | Media Factory(1～3卷) →Sony Magazines(4～5卷) | 尖端出版社     | 尖端出版社         |
| 卷數 | 書名               | 發售日期                                      | ISBN                                          | 發售日期       | ISBN               |
| ---- | ------------------ | --------------------------------------------- | --------------------------------------------- | -------------- | ------------------ |
| 1    | 空想科學大戰       | 1998年10月28日                                | ISBN 4-88-991654-7                            | 2002年10月14日 | ISBN 986-304-899-2 |
| 2    | 空想科學大戰2      | 1999年11月19日                                | ISBN 4-88-991953-8                            | 2003年1月12日  | ISBN 986-304-900-X |
| 3    | 空想科學大戰3      | 2000年10月14日                                | ISBN 4-84-010142-6                            | 2003年2月9日   | ISBN 986-304-901-8 |
| 4    | 空想科學大戰4      | 2001年7月                                     | ISBN 4-78-971725-9                            | 2003年3月25日  | ISBN 986-304-902-6 |
| 5    | 最後的空想科學大戰 | 2006年8月31日                                 | ISBN 4-86-176329-0                            |                |                    |

文庫版
| 卷數 | Media Factory  | Media Factory          |
| 卷數 | 發售日期       | ISBN                   |
| ---- | -------------- | ---------------------- |
| 1    | 2003年7月18日  | ISBN 4-84-010817-X     |
| 2    | 2003年11月14日 | ISBN 4-84-010899-4     |
| 3    | 2004年5月14日  | ISBN 4-84-011084-0     |
| 4    | 2009年4月24日  | ISBN 978-4-84-012780-6 |
| 5    | 2009年12月18日 | ISBN 978-4-84-013145-2 |